# Stätten der Satyagraha, Indiens gewaltfreier Freiheitsbewegung

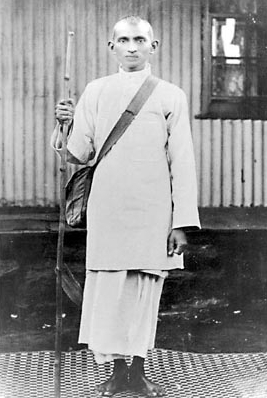
Gandhi in der Kleidung eines Satyagrahi (1913)

Unter dem Titel Stätten der Satyagraha, Indiens gewaltfreier Freiheitsbewegung setzte Indiens ständige Delegation bei der UNESCO 22 einzelne Orte, Routen und Ensembles von historischen Stätten im Jahr 2014 auf die Tentativliste des Weltkulturerbes. Alle sind mit Indiens Unabhängigkeitsbewegung in der ersten Hälfte des 20. Jahrhunderts verbunden. Mohandas Karamchand Gandhi (1868–1948) entwickelte eine Praxis des gewaltfreien Widerstands, Satyagraha, die weltweit von Bürgerrechtsbewegungen studiert wurde.
Die ausgewählten Stätten erfüllen der Antragstellerin zufolge zwei Kriterien eines Weltkulturerbes:
- Kriterium iv: Architektur, die direkt mit einer bestimmten Periode der menschlichen Geschichte verbunden ist;
- Kriterium vi: Stätten, die mit Ideen oder Glaubensüberzeugungen von weltweiter Relevanz verbunden sind.

## Beschreibung
Gandhi war davon überzeugt, dass Satyagraha eine Grundhaltung sei, die eingeübt werden müsse, bevor sie im politischen Konflikt zur Verfügung stehe. Er gründete Aschrams, in denen er Satyagraha lehrte. An diesen Orten wurden Menschen im Sinne Gandhis von religiösen, politischen und wirtschaftlichen Fehlentwicklungen geheilt. Sie erlebten eine persönliche Transformation. In den Aschrams wurden auch alternative Wirtschaftsformen ausprobiert. Bekannt ist das Khadhi-Weben, womit die Ärmsten in Stand gesetzt wurden, durch eigenes Handeln Selbstbewusstsein zu entwickeln.
Der nächste Schritt war die gewaltfreie politische Aktion großer Bevölkerungsgruppen gegen die britische Kolonialherrschaft, etwa durch Demonstrationen, Protestmärsche und Boykotte.
Als Welterbe wurden einerseits mehrere Aschrams vorgeschlagen, andererseits Orte, die mit Aktionen des gewaltfreien indischen Unabhängigkeitskampfes in besonderer Weise verknüpft sind.

### Aschrams

#### Aschram Kochrab
Dieser Aschram in der Nähe von Ahmedabad (Gujarat) war Gandhis erste Gründung und datiert vom 25. Mai 1915. Hier wurde erstmals mit Swadeshi experimentiert: Produkte des britischen Kolonialreichs wurden boykottiert und durch indische, selbst hergestellte Güter ersetzt. Ahmedabad ist ein traditionelles Zentrum der Handweberei und schien eine günstige Basis zu sein, um diese Heimindustrie neu zu beleben. Jivanlal Desai vermietete seinen Bungalow in Kochrab an Gandhis Kreis. Das Zentrum wurde Sevaschram benannt. 25 Männer und Frauen lebten hier wie eine Familie nach einer gemeinsamen Regel. Eine Familie von sogenannten Unberührbaren schloss sich dem Aschram an, was die Gründung schon nach wenigen Monaten in eine Existenzkrise stürzte. Alle finanzielle Unterstützung hörte auf. Doch dann wendete sich das Blatt. „Die Tatsache, daß es streng orthodoxe Hindus sind, welche die täglich wachsenden Kosten des Aschram getragen haben, ist vielleicht ein klarer Hinweis darauf, daß die Unberührbarkeit bis zu ihren Fundamenten erschüttert ist.“
Anlass wegzuziehen war der Ausbruch der Pest im Dorf Kochrab und die daraus entstehende Gefahr für die Kinder im Aschram. „Es war unmöglich, uns von den Wirkungen der mangelnden Gesundheitsfürsorge ringsum zu immunisieren, so peinlich genau wir die Regeln der Sauberkeit innerhalb des Aschram beobachten mochten,“ schreib Gandhi rückblickend.

#### Ashram Sabarmati

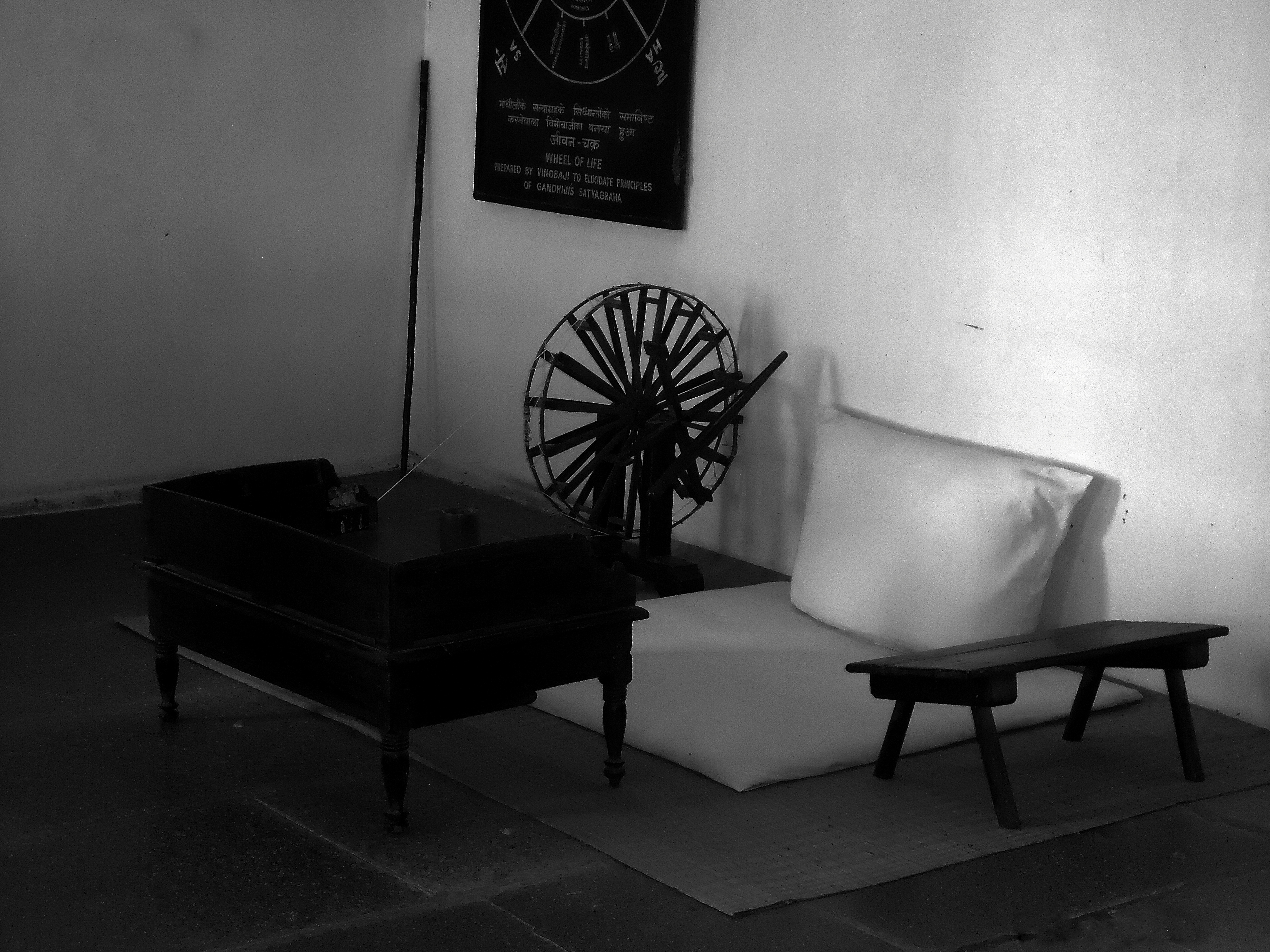
Der Raum des Bapu (Gandhi) im Sabarmati-Aschram, mit Spinnrad

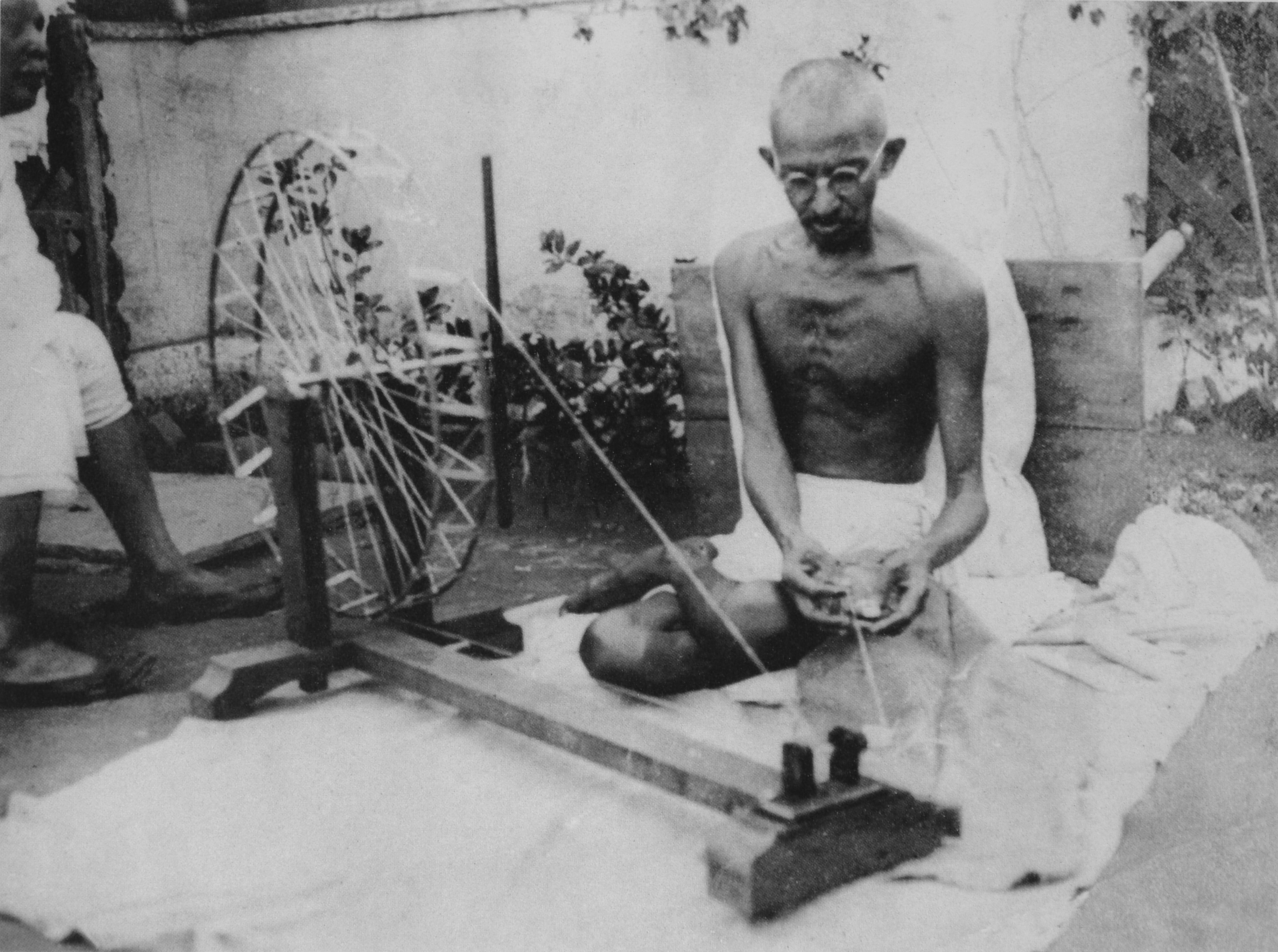
Gandhi am Spinnrad (undatiertes Foto)

In diesem Aschram am Ufer des Flusses Sabarmati (Gujarat) wohnte Gandhi zwölf Jahre lang (1917–1930). Mit dem Aschram war eine Schule verbunden, die sich der Handarbeit, Landwirtschaft und Alphabetisierung widmete.
Die Gemeinschaft suchte geeignetes Land für eine eigene Siedlung in der Nähe der Stadt Ahmedabad und wurde in der Nachbarschaft des Zentralgefängnisses fündig. Gandhi schien dieser Ort ideal, da es Alltag eines Satyagrahis sei, inhaftiert zu werden. Die Gemeinschaft war auf über vierzig Personen angewachsen, die zunächst in Zelten lebten und für die gemeinsame Küche eine Hütte errichteten.
Alle Mitglieder des Aschram beschlossen, auf fabrikgefertigte Kleidung völlig zu verzichten und die benötigte Kleidung selbst herzustellen. Dazu wurden eine Reihe von Handwebstühlen beschafft. Da aber kein Mitglied der Gruppe Erfahrungen mit Handarbeit hatte, bestand die Lösung zunächst darin, lokale Weber mit der Anfertigung der nötigen Stoffe zu beauftragen. Ungern waren diese dazu bereit, das relativ grobe Garn aus indischen Spinnereien zu verarbeiten. Durch diese Bemühungen des Aschram kam aber eine Aufwertung indischer Produkte in Gang, wie Gandhi sie erhofft hatte. Allmählich wurden auch Spinner und Weber ausfindig gemacht, die ihr Fachwissen weitergaben. So konnten die Aschram-Mitglieder schließlich ihre Kleidung selbst anfertigen und erzielten darin eine zunehmend bessere Qualität.
Nachdem Gandhi in den Sevagram Aschram umgezogen war, wurde ein großer Teil des Aschram in ein Museum (Gandhi Smarak Sangrahalay) umgewandelt. Bemerkenswert sind besonders die schlichten kleinen Wohnungen im einheimischen Architekturstil.

#### Ashram Sevagram
1936 zog Gandhi in diesen Aschram bei Wardha (Maharashtra). Er wurde zu einem Zentrum der indischen Unabhängigkeitsbewegung, wo strategische Entscheidungen beschlossen wurden. Der Aschram besitzt eine Reihe von kleinen Hütten, eine Art dörfliche Architektur.

#### Khadi Pratishthan und Aschram
Dies war Gandhis zweiter Wohnsitz nahe Sodepur (14 Kilometer nördlich von Kalkutta) im Osten des Landes. Im Jahr 1921 hatte Satish Chandra Dasgupta, ein Chemiker und Erfinder, die Siedlung bauen lassen. Gandhi war von den Innovationen sehr angetan. Khadi-Spinnerei fand hier statt, handgeschöpftes Papier wurde hergestellt, weitere Produkte des Aschram waren Tinte, Ghee, Käse und Honig. Während die Nation im August 1947 ihre Unabhängigkeit erwartete, hatte sich Gandhi in diesen Aschram zurückgezogen und verbrachte die Tage in Einsamkeit und im Gebet. Im Gegensatz zu den drei vorgenannten Aschrams, die touristisch erschlossen sind, waren alle neun Räume des Khadi-Aschram 2017 dauerhaft zugesperrt und im Zustand des Verfalls.

### Schauplätze der indischen Unabhängigkeitsbewegung
Unter anderem:

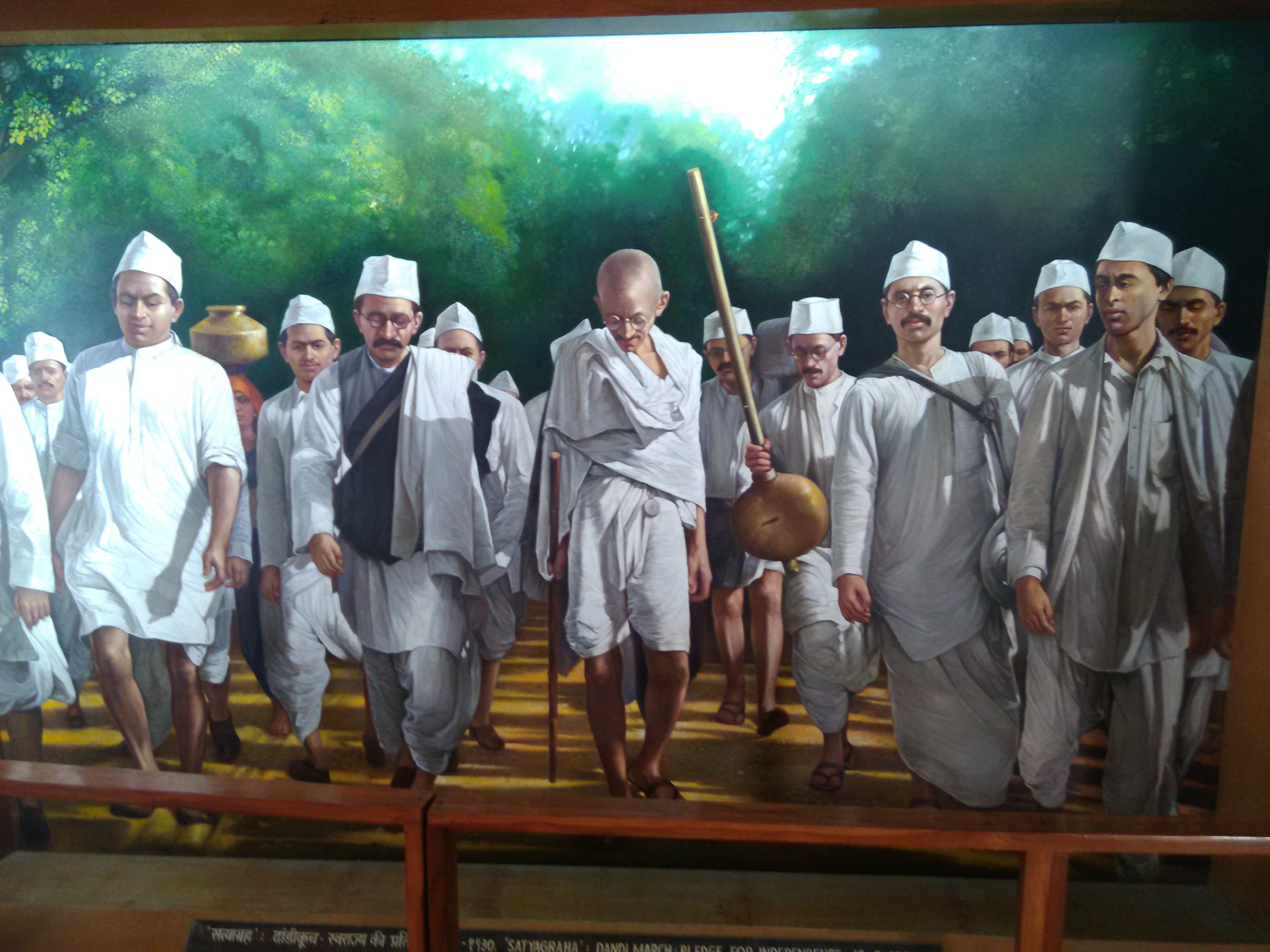
Quit-India-Bewegung, künstlerische Darstellung am Gandhi-Memorial im Sabarmati-Aschram

- Mani Bhavan in Mumbai. Das Zentrum, von dem aus wichtige Satyagraha-Aktionen der Jahre 1917 bis 1934 ihren Ausgang nahmen, ist heute ein Museum. Es wurde ihm damals von einer reichen Familie kostenlos zur Verfügung gestellt.
- Stationen des Salzmarsches (1930) vom Sevagram Aschram zum Dorf Dandi an der Küste. Die Protestierenden legten in 24 Tagen 390 Kilometer zurück. Am Ufer des Meeres verstießen sie absichtsvoll gegen das Salzgesetz der britischen Kolonialregierung, indem sie ihr eigenes Salz aus dem Meerwasser gewannen.
- Stationen des Vedaranyam-Marsches. Südliches und kleineres Pendant des Salzmarsches.
- Stätten des Champaran-Satyagrah. Jeder Pächter in Champaran war damals verpflichtet, drei Zwanzigstel seines Landes mit Indigo zu bepflanzen.[8] Gandhi, der als Außenstehender zur Unterstützung der Landarbeiter gerufen wurde, sammelte hier praktische Erfahrungen mit Ahimsa. Er erkannte, dass das tieferliegende Problem die Unwissenheit der Landarbeiter war. „Sie ließen ihre Kinder entweder herumstreunen oder in den Indigoplantagen vom Morgen bis zur Nacht hart arbeiten für ein paar Kupfermünzen jeden Tag.“[9] Gandhi gründete in sechs Dörfern Primarschulen und veranlasste Ärzte, in den Dörfern hygienische Grundkenntnisse zu vermitteln. Diese Projekte waren zwar erfolgreich, aber befristet.
- Stätten des Kheda-Satyagrah und Stätten des Bardoli-Satyagrah. Hier gab es Proteste gegen die hohen Steuern, die Kleinbauern auch während einer Hungersnot auferlegt wurden. Da sie bei Ernteausfällen ein Recht auf Stundung ihrer Abgaben hatten, erklärte die Regierung einfach, es gebe gar keine Ernteausfälle. Unter Gandhis Anleitung gelobten die Bauern in Kheda gemeinschaftlich, im Bewusstsein, dass die Ernteausfälle real waren, die Abgaben an die Regierung ein Jahr lang nicht freiwillig zu zahlen: „Wir werden es dulden, dass die Regierung alle ihr geeignet erscheinenden gesetzlichen Schritte unternimmt, und werden frohen Mutes alle Konsequenzen unserer Zahlungsverweigerung tragen.“[10] Die Regierung lenkte zwar ein, aber aus Gandhis Sicht war die Kampagne nicht erfolgreich. Die Armen sollten zwar Stundung erhalten, aber die Menschen waren nicht in der Lage, ihre dafür erforderliche Anerkennung als arm durchzusetzen.
- Dharasana Satyagraha (Salzbergwerk). Eine weitere Stätte des Protestes gegen das britische Salzgesetz.
- Stätten des Flaggen-Satyagrah. Hier gab es Proteste für das Recht, die indische Nationalflagge zu hissen.
- Guruvayur-Tempel. Hier wurde das Recht von sogenannten Unberührbaren, den Tempel zu betreten, erstritten.
- Stätten der Non-cooperation-Bewegung. Dies sind Orte in Chauri-Chaura, die in Zusammenhang stehen mit Reaktionen auf Rowlett’s Act und das Massaker von Jallianwala Bagh – zum Beispiel die Weigerung, britische Waren zu kaufen oder britische Schulen zu besuchen.
- Stätten der Quit-India-Bewegung. Hier wurde der gänzliche Rückzug der Kolonialmacht aus Indien gefordert.
  - Im Aga Khan Palace (Marathi आगाखान पॅलेस) in Pune waren Gandhi und seine Mitstreiter vom 9. August 1942 bis zum 6. Mai 1944 interniert. Auch dieser Ort ist ein nationales Symbol des Widerstands, hat aber zur Bildung von Gandhis Theorien nicht beigetragen und ist daher nicht Gegenstand der Tentativliste (siehe dort).
- Stätten des Protests in Kerala gegen das hinduistische Kastensystem und den Ausschluss der Dalits aus der Gesellschaft.